# ريتشارد موليغان (لاعب كرة قدم)
ريتشارد موليغان (بالإنجليزية: Richard Mulligan)‏ هو لاعب كرة قدم نيوزلندي، ولد في 1958 في نيوزيلندا. شارك مع منتخب نيوزيلندا لكرة القدم. أما مع النوادي، فقد لعب مع جيسبورن سيتي ‏.

## وصلات خارجية
- ريتشارد موليغان على موقع الاتحاد الدولي (مؤرشف)  (الإنجليزية)
- ريتشارد موليغان على موقع قاعدة بيانات كرة القدم.إي يو (الإنجليزية)